# Élections constituantes de 1945 dans le Doubs
Les élections législatives françaises de 1945 se déroulent le 21 octobre.

## Mode de scrutin
Les députés sont élus selon le système de représentation proportionnelle suivant la règle de la plus forte moyenne dans le département, sans panachage ni vote préférentiel.
Il y a 586 sièges à pourvoir.
Dans le département de Doubs, quatre députés sont à élire.

## Élus
Les quatre députés élus sont : 
| Identité           | Parti | Parti |
| ------------------ | ----- | ----- |
| Roland de Moustier |       | UR    |
| Auguste Joubert    |       | UR    |
| Jean Minjoz        |       | SFIO  |
| Léon Nicod         |       | PCF   |

## Résultats

### Résultats à l'échelle du département
| Parti          | Parti          | Tête de liste      | Résultats | Résultats | Sièges | Sièges |
| Parti          | Parti          | Tête de liste      | Voix      | %         |        |        |
| -------------- | -------------- | ------------------ | --------- | --------- | ------ | ------ |
|                | UNLS           | Roland de Moustier | 46 759    | 34,18     | 2      |        |
|                | SFIO           | Jean Minjoz        | 36 712    | 26,84     | 1      |        |
|                | PCF            | Léon Nicod         | 24 174    | 17,67     | 1      |        |
|                | MRP            | Louis Convers      | 22 782    | 16,56     | -      |        |
|                | Rad-Soc        | Jules Metoz        | 6 369     | 4,66      | -      |        |
|                |                |                    |           |           |        |        |
| Inscrits       | Inscrits       | Inscrits           | 171 605   | 100,00    | 4      |        |
| Votants        | Votants        | Votants            | 138 522   | 80,72     |        |        |
| Blancs et nuls | Blancs et nuls | Blancs et nuls     | 1 726     | 1,25      |        |        |
| Exprimés       | Exprimés       | Exprimés           | 136 796   | 98,75     |        |        |